# اداره مبارزه با مواد مخدر آمریکا
اداره مبارزه با مواد مخدر ایالات متحده آمریکا (به اختصار DEA) یک آژانس فدرال زیر نظر وزارت دادگستری ایالات متحده آمریکا است که مسئول کنترل و مبارزه با مواد مخدر و قاچاقچیان است. این سازمان، هم در داخل خاک و هم در خارج از خاک آمریکا (جنگ با قاچاقچیان مواد مخدر آمریکایی در خارج از خاک آمریکا) فعالیت می‌کند.

## تاریخچه
این سازمان در ۱ ژوئیه ۱۹۷۳ و با امضای ریچارد نیکسون، رئیس‌جمهور وقت آمریکا تأسیس شد. هدف از تأسیس اداره مبارزه با مواد مخدر، اجرای قوانین مبارزه با مواد مخدر بود. کنگره ایالات متحده آمریکا نیز که در جریان گسترش استفاده از مواد مخدر بود، با این تصمیم موافقت نموده و در نهایت با ادغام چند اداره، اداره مبارزه با مواد مخدر آمریکا شکل گرفت.

از همان ابتدای کار، دفتر مرکزی این سازمان در واشینگتن، دی.سی. بود. اما در دهه ۱۹۸۰ و با پیشرفت و بزرگ‌تر شدن سازمان، فرماندهان این اداره به انتقال دفتر مرکزی به ویرجینیا شد. 

نقشه ۲۱ بخش تقسیمات کشوری اداره مبارزه با مواد مخدر آمریکا: ۱. آتلانتا، ۲. بوستون، ۳. شیکاگو، ۴. دالاس، ۵. دنور، ۶. دیترویت، ۷. ال پاسو، ۸. هیوستون، ۹. لس آنجلس، ۱۰. میامی، نیواورلئان، ۱۳. نیویورک، ۱۴. فیلادلفیا، ۱۵. فینیکس، ۱۶. سن دیگو، ۱۷. سن فرانسیسکو، ۱۸. سیاتل، ۱۹.سنت لوئیس، ۲۰. کارائیب، ۲۱. واشینگتن، دی.سی.

## وضعیت اداری
تعداد کارمندان اداره مبارزه با مواد مخدر آمریکا تا سال ۲۰۰۹ برابر بود با ۱۰٬۷۸۴ نفر کارمند و بودجه سالانه آنها ۳ میلیارد دلار آمریکا در سال ۲۰۱۲ بود.

## مواد مخدر در آمریکا
بر اساس تخمین، حدود دو میلیون و چهارصد هزار معتاد به مواد مخدر و داروهای مسکن قوی در آمریکا وجود داشته باشد. در چند سال گذشته، مصرف مواد مخدر و داروهای مسکن قوی در آمریکا رشد چشمگیری داشته‌است. به‌طوریکه در سال ۲۰۱۶ میلادی حداقل ۶۳ هزار نفر به خاطر مصرف بیش از اندازه مواد مخدر و داروهای اعتیادآور جان خود را از دست داده‌اند. به این جهت کوشش‌هایی برای صدور حکم اعدام برای قاچاقچیان مواد مخدر شده‌است. هرچند که تاکنون در این کشور، کَسی، تنها، به جرم قاچاق مواد مخدر اعدام نشده‌است. اما در نظام حقوق ایالات متحده آمریکا در موارد قتل مرتبط با مواد مخدر، قاضی می‌تواند حکم اعدام صادر کند.

## فهرست ایالت‌های آمریکا بر اساس مصرف مواد مخدر
| نام ایالت        | جمعیت (۲۰۱۰) | درصد مصرف‌کنندگان (۲۰۱۰) | بیش‌مصرفی (مجموع ۲۰۱۰) | بیش‌مصرفی (به ازای هر۱۰۰،۰۰۰ نفر) | فدرال گرنت (۲۰۱۰) | فدرال گرنت به ازای هر فرد |
| ---------------- | ------------ | ----------------------- | --------------------- | -------------------------------- | ----------------- | ------------------------- |
| آلاباما          | ۴،۷۷۹،۷۳۶    | ۶/۷۳٪                   | ۵۵۴                   | ۱۲                               | $۸۰،۰۴۰،۵۰۳       | $۲۴۸/۸۲                   |
| آلاسکا           | ۷۱۰،۲۳۱      | ۱۱/۷۹٪                  | ۷۵                    | ۱۱                               | $۳۰،۷۶۰،۹۳۴       | $۳۶۷/۳۶                   |
| آریزونا          | ۶،۳۹۲،۰۱۷    | ۸/۹۵٪                   | ۹۸۱                   | ۱۵/۵                             | $۱۳۸،۵۲۴،۰۶۹      | $۲۴۲/۳۶                   |
| آرکانزاس         | ۲،۹۱۵،۹۱۸    | ۷/۹۶٪                   | ۳۲۶                   | ۱۱/۵                             | $۴۷،۱۳۸،۱۶۳       | $۲۰۳/۰۹                   |
| کالیفرنیا        | ۳۷،۲۵۳،۹۵۶   | ۹/۰۷٪                   | ۴۱۷۸                  | ۱۱/۴                             | $۸۳۲،۱۰۷،۹۰۵      | $۲۴۶/۲۶                   |
| کلرادو           | ۵،۰۲۹،۱۹۶    | ۱۱/۷۲٪                  | ۷۴۷                   | ۱۵/۴                             | $۱۱۱،۱۸۸،۴۷۰      | $۱۸۸/۶۴                   |
| کنتیکت           | ۳،۵۷۴،۰۹۷    | ۸/۲۳٪                   | ۴۴۴                   | ۱۲/۷                             | $۱۰۳،۴۹۳،۰۲۹      | $۳۵۱/۸۴                   |
| دلاویر           | ۸۹۷،۹۳۴      | ۹/۱۴٪                   | ۱۰۲                   | ۱۱/۸                             | $۲۴،۱۶۱،۸۳۹       | $۲۹۴/۴۰                   |
| فلوریدا          | ۱۸،۸۰۱،۳۱۰   | ۷/۸۰٪                   | ۲۹۳۶                  | ۱۶/۱                             | $۳۳۸،۱۲۹،۰۲۹      | $۲۳۰/۵۷                   |
| جورجیا           | ۹،۶۸۷،۶۵۳    | ۷/۳۲٪                   | ۱۰۴۳                  | ۱۰/۶                             | $۳۲۱،۱۱۴،۶۶۰      | $۴۵۲/۸۳                   |
| هاوایی           | ۱،۳۶۰،۳۰۱    | ۹/۹۲٪                   | ۱۴۲                   | ۱۱/۱                             | $۳۷،۱۷۶،۱۴۶       | $۲۷۵/۵۰                   |
| آیداهو           | ۱،۵۶۷،۵۸۲    | ۸/۰۰٪                   | ۱۳۳                   | ۸/۹                              | $۲۱،۰۷۶،۰۲۷       | $۱۶۸/۰۶                   |
| ایلینوی          | ۱۲،۸۳۰،۶۳۲   | ۷/۱۷٪                   | ۱۲۳۹                  | ۹/۶                              | $۲۳۴،۹۶۸،۸۰۸      | $۲۵۵/۴۱                   |
| ایندیانا         | ۶،۴۸۳،۸۰۲    | ۸/۷۹٪                   | ۸۲۷                   | ۱۳/۰                             | $۹۱،۰۲۰،۲۳۲       | $۱۵۹/۷۱                   |
| آیووا            | ۳،۰۴۶،۳۵۵    | ۴/۰۸٪                   | ۲۱۱                   | ۷/۱                              | $۵۸،۹۶۲،۱۸۵       | $۴۷۴/۳۹                   |
| کانزاس           | ۲،۸۵۳،۱۱۸    | ۶/۷۷٪                   | ۲۹۴                   | ۱۰/۶                             | $۴۰،۲۳۴،۰۹۸       | $۲۰۸/۳۰                   |
| کنتاکی           | ۴،۳۳۹،۳۶۷    | ۸/۴۱٪                   | ۷۲۲                   | ۱۷                               | $۱۰۰،۵۴۷،۶۲۵      | $۲۷۵/۵۲                   |
| لوئیزیانا        | ۴،۵۳۳،۳۷۲    | ۷/۱۶٪                   | ۸۶۲                   | ۲۰/۱                             | $۸۰،۲۳۰،۸۴۷       | $۲۴۷/۱۸                   |
| مین (ایالت)      | ۱،۳۲۸،۳۶۱    | ۹/۰۹٪                   | ۱۶۱                   | ۱۲/۲                             | $۳۶،۳۲۰،۲۸۶       | $۳۰۰/۷۹                   |
| مریلند           | ۵،۷۷۳،۵۵۲    | ۷/۲۹٪                   | ۸۰۷                   | ۱۲/۷                             | $۱۹۲،۱۳۶،۷۲۲      | $۴۵۶/۵۰                   |
| ماساچوست         | ۶،۵۴۷،۶۲۹    | ۸/۸۷٪                   | ۱۰۰۳                  | ۱۵/۶                             | $۲۴۵،۰۶۱،۳۴۴      | $۴۲۱/۹۶                   |
| میشیگان          | ۹،۸۸۳،۶۴۰    | ۸/۹۵٪                   | ۱۵۲۴                  | ۱۵/۳                             | $۲۴۳،۵۵۶،۷۰۶      | $۲۷۵/۳۳                   |
| مینه‌سوتا         | ۵،۳۰۳،۹۲۵    | ۸/۲۴٪                   | ۳۵۹                   | ۶/۹                              | $۹۵،۸۶۷،۵۰۹       | $۲۱۹/۳۵                   |
| میسیسیپی (ایالت) | ۲،۹۶۷،۲۹۷    | ۶/۳۹٪                   | ۳۳۴                   | ۱۱/۴                             | $۵۰،۵۵۴،۳۴۳       | $۲۶۶/۶۲                   |
| میزوری           | ۵،۹۸۸،۹۲۷    | ۷/۳۸٪                   | ۷۳۰                   | ۱۲/۴                             | $۱۲۳،۰۲۰،۲۴۴      | $۲۷۸/۳۴                   |
| مونتانا          | ۹۸۹،۴۱۵      | ۱۰/۰۲٪                  | ۱۳۲                   | ۱۳/۸                             | $۲۸،۳۳۲،۸۳۷       | $۲۸۵/۷۹                   |
| نبراسکا          | ۱،۸۲۶،۳۴۱    | ۶/۴۳٪                   | ۹۲                    | ۵/۲                              | $۳۴،۶۷۵،۱۷۰       | $۲۹۵/۲۷                   |
| نوادا            | ۲،۷۰۰،۵۵۱    | ۹/۳۵٪                   | ۵۱۵                   | ۲۰/۱                             | $۴۶،۳۶۷،۷۹۹       | $۱۸۳/۶۳                   |
| نیوهمپشر         | ۱،۳۱۶،۴۷۰    | ۱۲/۱۵٪                  | ۱۷۲                   | ۱۳/۰                             | $۵۵،۳۸۸،۷۴۳       | $۳۴۶/۲۹                   |
| نیوجرسی          | ۸،۷۹۱،۸۹۴    | ۶/۴۲٪                   | ۷۹۷                   | ۹/۲                              | $۱۱۳،۷۹۵،۷۰۲      | $۲۰۱/۶۱                   |
| نیومکزیکو        | ۲،۰۵۹،۱۷۹    | ۱۰/۰۷٪                  | ۴۴۷                   | ۱۲/۸                             | $۱۵۰،۸۹۶،۹۷۴      | $۷۲۷/۷۱                   |
| نیویورک (ایالت)  | ۱۹،۳۷۸،۱۰۲   | ۹/۸۲٪                   | ۱۷۹۷                  | ۹/۲                              | $۱،۸۷۵،۱۳۶،۰۹۹    | $۹۸۵/۳۹                   |
| کارولینای شمالی  | ۹،۵۳۵،۴۸۳    | ۸/۸۸٪                   | ۱۲۲۳                  | ۱۳/۰                             | $۴۰۳،۹۱۲،۶۵۶      | $۴۷۷/۰۱                   |
| داکوتای شمالی    | ۶۷۲،۵۹۱      | ۵/۳٪                    | ۲۸                    | ۴/۳                              | $۳۶،۳۴۴،۱۰۸       | $۱،۰۱۹/۵۵                 |
| اوهایو           | ۱۱،۵۳۶،۵۰۴   | ۷/۶۱٪                   | ۱۶۹۱                  | ۱۴/۷                             | $۲۰۷،۹۲۵،۲۴۲      | $۲۳۶/۸۴                   |
| اکلاهما          | ۳،۷۵۱،۳۵۱    | ۸/۰۹٪                   | ۶۸۷                   | ۱۹                               | $۶۷،۳۵۹،۰۶۲       | $۲۲۱/۹۵                   |
| اورگن            | ۳،۸۳۱،۰۷۴    | ۱۲/۸۰٪                  | ۵۶۴                   | ۱۵/۱                             | $۱۰۴،۲۹۸،۱۶۷      | $۲۱۲/۶۹                   |
| پنسیلوانیا       | ۱۲،۷۰۲،۳۷۹   | ۶/۵۷٪                   | ۱۸۱۲                  | ۱۴/۶                             | $۲۸۳،۲۲۹،۰۴۳      | $۳۳۹/۳۸                   |
| رود آیلند        | ۱،۰۵۲،۵۶۷    | ۱۳/۳۴٪                  | ۱۴۲                   | ۱۳/۴                             | $۴۳،۶۰۴،۷۱۸       | $۳۱۰/۵۵                   |
| کارولینای جنوبی  | ۴،۶۲۵،۳۶۴    | ۶/۷۰٪                   | ۵۸۴                   | ۱۳/۲                             | $۷۷،۷۹۰،۳۴۰       | $۲۵۱/۰۲                   |
| داکوتای جنوبی    | ۸۱۴،۱۸۰      | ۶/۲۸٪                   | ۳۴                    | ۴/۳                              | $۳۱،۸۴۰،۱۰۶       | $۶۲۲/۷۲                   |
| تنسی             | ۶،۳۴۶،۱۰۵    | ۸/۲۲٪                   | ۱۰۳۵                  | ۱۶/۸                             | $۱۰۷،۲۱۱،۳۹۱      | $۲۰۵/۵۲                   |
| تگزاس            | ۲۵،۱۴۵،۵۶۱   | ۶/۲۶٪                   | ۲۳۴۳                  | ۹/۸                              | $۳۸۴،۴۴۴،۸۳۶      | $۲۴۴/۲۳                   |
| یوتا             | ۲،۷۶۳،۸۸۵    | ۶/۲۴٪                   | ۵۴۶                   | ۲۰/۶                             | $۴۷،۰۵۹،۶۵۱       | $۲۷۲/۸۶                   |
| ورمانت           | ۶۲۵،۷۴۱      | ۱۳/۷۳٪                  | ۵۷                    | ۹/۲                              | $۵۸،۹۱۳،۹۱۳       | $۶۸۵/۷۳                   |
| ویرجینیا         | ۸،۰۰۱،۰۲۴    | ۷/۳۳٪                   | ۷۱۳                   | ۹/۲                              | $۱۷۳،۲۲۱،۲۴۳      | $۲۹۵/۳۶                   |
| واشینگتن (ایالت) | ۶،۷۲۴،۵۴۰    | ۹/۵۹٪                   | ۱۰۰۳                  | ۱۵/۵                             | $۱۳۰،۵۲۷،۱۶۵      | $۲۰۲/۴۰                   |
| ویرجینیای غربی   | ۱،۸۵۲،۹۹۴    | ۶/۷۹٪                   | ۴۰۵                   | ۲۲/۴                             | $۴۵،۰۵۹،۴۶۹       | $۳۵۸/۱۳                   |
| ویسکانسین        | ۵،۶۸۶،۹۸۶    | ۸/۶۷٪                   | ۶۳۹                   | ۱۱/۴                             | $۱۰۷،۲۵۹،۳۶۹      | $۲۱۷/۵۴                   |
| وایومینگ         | ۵۶۳،۶۲۶      | ۶/۸۲٪                   | ۶۸                    | ۱۳                               | $۱۲،۴۸۳،۵۸۱       | $۳۲۴/۷۶                   |
| United States    | ۳۰۸،۱۴۳،۸۱۵  | ۸/۱۱٪                   | ۳۸۲۶۰                 | ۱۲/۴                             | $۸،۳۰۴،۴۶۹،۱۰۶    | $۳۳۲/۱۹                   |

## پیوندها
وب‌گاه رسمی اداره مبارزه با مواد مخدر